# فتى الكاراتيه الجزء الثاني
فتى الكاراتيه الجزء الثاني (بالإنجليزية: The Karate Kid, Part II) ، هي فيلم أمريكي من نوع ألعاب الفنون القتالية، أنتج الفيلم سنة 1986م.